# 艾哈迈德·邵基

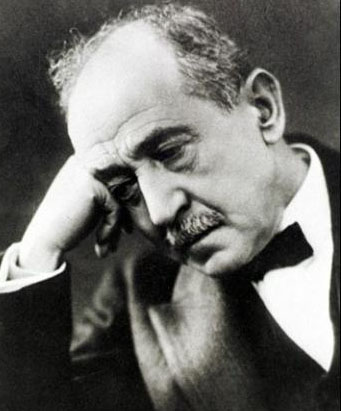

艾哈迈德·邵基（1868年10月17日—1932年10月14日，阿拉伯语：‎，Aḥmad Shawqī) ，埃及诗人，埃及现代文学的先驱者之一。他将史诗这一体裁引入了阿拉伯语写作。邵基在埃及长大，他的家庭有库尔德血统。

## 生平

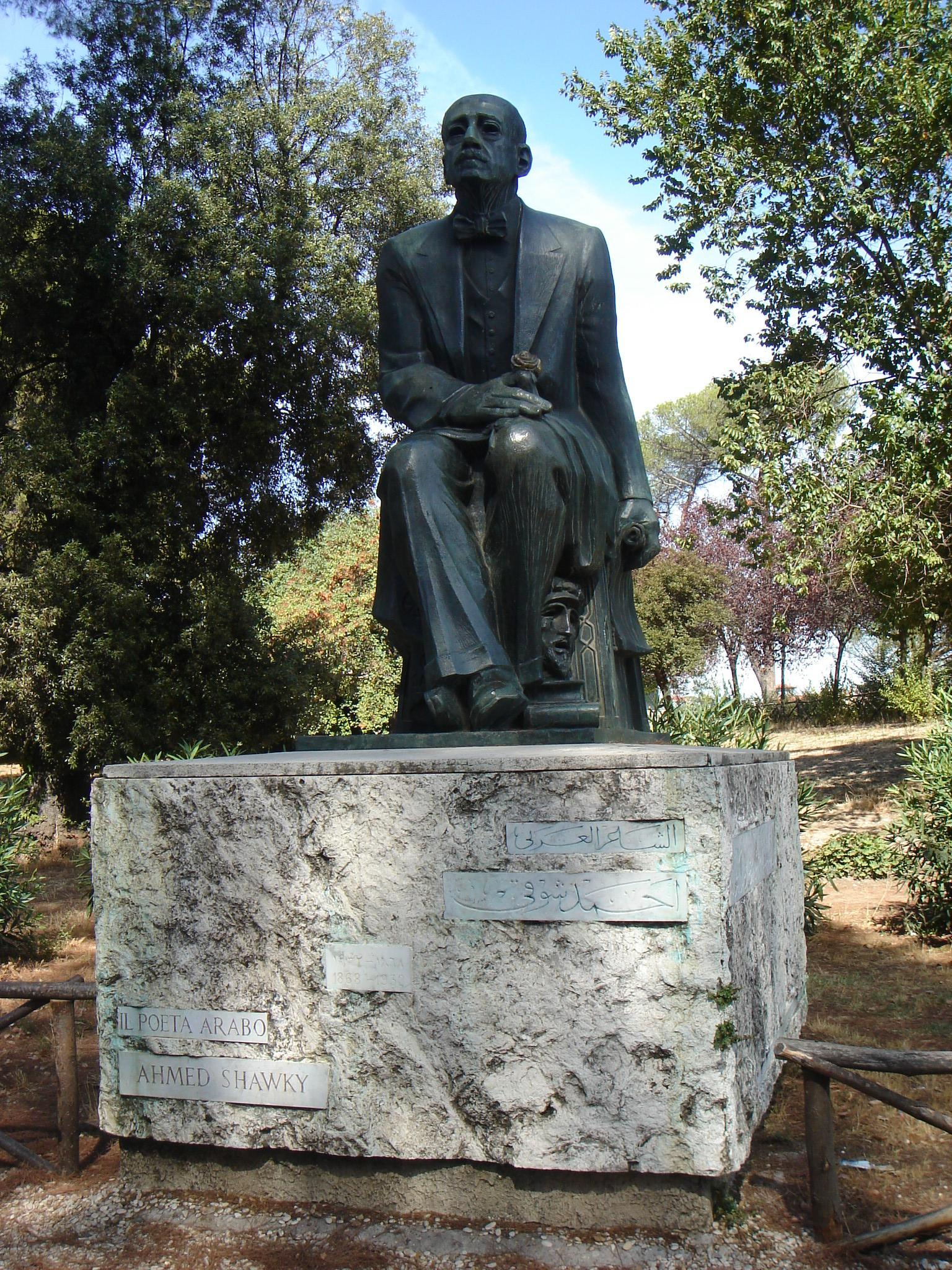
罗马博爾蓋塞別墅的邵基雕像

邵基的家庭享有特权，与埃及总督关系不错。中学毕业后，他进入法律学校，获得了翻译专业的文凭。阿拔斯二世给他在总督衙门指定了一份工作。
工作一年后，邵基到蒙彼利埃大学和巴黎大学继续学习法律三年。在那儿他受到法国剧作家莫里哀和让·拉辛的强烈影响。
1894年他回到埃及，创作了许多作品，直到1914年英国人迫使他流亡西班牙的安达卢西亚。他在那儿呆了几年，1920年回国。1927年他被同时代人冠以“阿拉伯诗歌王子”的称号。

## 创作
邵基早年创作的代表是长诗《尼罗河谷大事记》（1894年在日内瓦东方学者大会上朗诵），追溯了埃及的光辉历史，表达对祖国遭到侵略的愤懑。《战争回响》（1897）则歌颂了奥斯曼-希腊战争中的土耳其苏丹。
邵基在流亡西班牙期间的创作的诗歌多是缅怀历史、抒发乡愁，包括《伊斯兰各国及其伟人》、《狮身人面兽》（1921）、《在金字塔下》（1923）等。《大马士革的灾难》、《叙利亚的独立》支持叙利亚人的抗法斗争。
晚年他致力于将诗剧这一形式引入阿拉伯文坛，创作了悲剧《克里奥帕特拉之死》、《莱伊拉的情痴》、《冈比西斯》、《安塔拉》、《大阿里贝克》，历史剧《安达卢西亚公主》，以及讽刺喜剧《胡达太太》。《克里奥帕特拉之死》、《冈比西斯》、《大阿里贝克》了抒发爱国主义情感，如《克里奥帕特拉之死》将克里奥帕特拉塑造成一个聪明、美丽、有雄才大略，有强烈的爱国热忱和民族自尊心，又富有人情味的完美的女王形象：她以情折服罗马统帅安东尼后，试图让安东尼与前来讨逆的罗马新执政官屋大维在亚克兴角的海面火拼。安东尼初胜，后败，又误信克里奥帕特拉已死，而殉情自杀。女王被俘后，不甘屈辱，遂纵蛇咬伤自身，中毒而死；最后通过祭司之口向侵略者发出警告：“不错，你们战胜了埃及，然而，也为罗马掘开了坟墓”。《莱伊拉的情痴》谴责封建礼教对爱情的摧残，是一部阿拉伯语版的《罗密欧与朱丽叶》。《胡达太太》用诙谐、调侃的笔调，通过一个富有的女人让男人们垂涎三尺而相互勾心斗角、争夺不休的故事，讥讽了19世纪末埃及社会的种种不良风习。